# André Barrais
André Barrais   (Levallois-Perret, 22 de febrer de 1920 - Plougastel-Daoulas, 15 de gener de 2004) fou un jugador de bàsquet francès que va competir durant la dècada de 1940.
El 1948 va prendre part en els Jocs Olímpics de Londres, on guanyà la medalla de plata en la competició de bàsquet. Durant la seva carrera esportiva jugà 6 partits amb la selecció francesa, entre 1945 i 1949. Posteriorment exercí d'entrenador.
Durant la dècada de 1950 va crear el minibàsquet. El 1955 va escriure el llibre Basket-ball, techniques simplifiées et progressions d'apprentissage.